# Ch-59
Die  Ch-59 (russisch Х-59 Овод Ch-59 Owod, deutsch Bremse, NATO-Codename AS-13 Kingbolt) ist eine in der Sowjetunion entwickelte luftgestützte Abstandswaffe.

## Entwicklung
Aufgrund der zunehmenden Verbreitung von wirkungsvoller Fliegerabwehr, welche zum Objektschutz eingesetzt wurde, wollte man in der Sowjetunion eine Abstandwaffe entwickeln, die außerhalb des Wirkungsbereiches der Fliegerabwehr gestartet werden konnte. Als Trägerflugzeuge waren die Suchoi Su-24M (Fencer) und die neuen Modelle der Mikojan-Gurewitsch MiG-27K (Flogger) vorgesehen.
Die Entwicklung begann Anfang der 1970er-Jahre im staatlichen Konstruktionsbüro Raduga (jetzt Tactical Missiles Corporation). Die Lenkwaffentests erfolgten ab der Suchoi Su-17M4 (Fitter-K). Die Ch-59 wurde im Jahre 1985 bei den Luftstreitkräften eingeführt.

## Technik
Die Ch-59 dient zur Bekämpfung von gepanzerten und verbunkerten Bodenzielen. Sie kann gegen ein großes Spektrum strategischer sowie taktischer Ziele, z. B. Flugabwehr, Schiffe, Transporteinrichtungen, Verkehrsanlagen und gebunkerte Anlagen eingesetzt werden. Aufgrund der Größe können jeweils nur 1–2 Raketen durch ein Kampfflugzeug zum Einsatz gebracht werden. Die Ch-59 kann nur bei Tageslicht eingesetzt werden und die Kamera ermöglicht nur die Bekämpfung von kontrastreichen Zielen.
Vor dem Start müssen im PRNK-Navigationssystem der Lenkwaffe die groben Koordinaten des Ziels eingegeben werden. Nach dem Abwurf vom Flugzeug erfolgt zunächst eine kurze antriebslose Phase. Erst in sicherem Abstand zum Flugzeug zündet der Feststoffbooster am Lenkwaffenheck. Dieser beschleunigt die Lenkwaffe auf eine Geschwindigkeit von rund 300 m/s, also etwa knapp Schallgeschwindigkeit. Nach dem Ausbrennen des Boosters wird dieser abgeworfen und das Feststoff-Raketentriebwerk zündet. Mit dem Abwurf des Feststoffboosters wird am Heck die Antenne für den 2-Weg Datenlink freigelegt. Der Marschflug erfolgt mit einer Geschwindigkeit von 285 m/s. Dieser kann in einer Flughöhe von 100 m, 200 m, 600 m oder 1.000 m erfolgen. Ein Radar-Höhenmesser sorgt für den nötigen Sicherheitsabstand zwischen der Lenkwaffe und dem Terrain. Beim Start aus einer niedrigen Flughöhe liegt die Reichweite bei rund 40 km. Aus großer Höhe wird eine Reichweite von bis zu 62 km erreicht. Der Flug ins Zielgebiet erfolgt autonom mit Hilfe der Trägheitsnavigationsplattform. 5–10 km vor dem Ziel wird der Datenlink aktiviert und das TV-Bild des Tekon-1-Suchkopfes in der Lenkwaffenspitze wird in das Flugzeug übertragen. Jetzt kann das Ziel genau anvisiert werden und das TV-Bild wird nun bis zum Einschlag der Lenkwaffe ins Flugzeug übertragen (man-in-the-loop). Hierdurch ist auch die Bekämpfung von langsam fahrenden Zielen möglich. Es wird eine mittlere Treffergenauigkeit (CEP) von 2 bis 5 Meter erreicht. Für die Übertragung der Bilddaten aus dem Lenkwaffensuchkopf muss das Trägerflugzeug mit einem APK-8- oder APK-9-Datenlink-Pod ausgerüstet sein.

## Varianten
- Ch-59 Owod: Basisvariante mit elektro-optischem Lenksystem.
- Ch-59E Owod-E: Exportvariante der Ch-59.
- Ch-59L Owod-L: Prototyp mit Laserlenkung. Entwicklung eingestellt.[1]
- Ch-59M Owod-M: Weiterentwicklung der Ch-59. NATO-Bezeichnung: AS-18 Kazoo.

## Trägerflugzeuge
- Mikojan-Gurewitsch MiG-27K (Flogger-J)
- Suchoi Su-17M3 (Fitter-H)
- Suchoi Su-22M4 (Fitter-K)
- Suchoi Su-24M (Fencer-D)
- Suchoi Su-30MK (Flanker-C)

## Verbreitung
- Aserbaidschan
- Belarus
- Indien
- Kasachstan
- Russland
- Ukraine
- Volksrepublik China